# (1695) Walbeck
(1695) Walbeck es un asteroide perteneciente al cinturón de asteroides descubierto por Liisi Oterma el 15 de octubre de 1941 desde el observatorio de Iso-Heikkilä, Finlandia.

## Designación y nombre
Walbeck se designó al principio como 1941 UO. Más adelante, fue nombrado en honor del astrónomo finés Henrik Johan Walbeck (1793-1822).

## Características orbitales
Walbeck orbita a una distancia media del Sol de 2,782 ua, pudiendo alejarse hasta 3,594 ua. Tiene una inclinación orbital de 16,7° y una excentricidad de 0,2919. Emplea, en completar una órbita alrededor del Sol, 1694 días.